# Епархия Аливал-Норта
Епархия Аливал-Норта (лат. Dioecesis Alivalensis) — епархия Римско-Католической церкви с центром в городе Аливал-Норт, ЮАР. Епархия Аливал-Норта входит в митрополию Кейптауна. Кафедральным собором епархии Аливал-Норта является церковь Святейшего Сердца Иисуса.

## История
12 июня 1923 года Римский папа Пий XI издал буллу «Quo christiani», которой учредил апостольскую префектуру Гариепа, выделив её из апостольского викариата Мыса Доброй Надежды Восточной провинции (сегодня — Епархия Порт-Элизабета).
9 апреля 1934 года Римский папа Пий XI издал буллу «Libenti animo», которой передал апостольской префектуре Гариепа часть территории миссии sui iuris Квинстауна (сегодня — Епархия Квинстауна).
27 января 1936 года Римский папа Пий XI выпустил буллу «Ad potiorem», которой преобразовал апостольскую префектуру Гариепа в апостольский викариат Аливал-Норта.
11 января 1951 года Римский папа Пий XII издал буллу «Suprema Nobis», которой передал часть территории апостольского викариата Аливал-Норта новой архиепархии Блумфонтейна и одновременно преобразовал апостольский викариат Аливал-Норта в епархию.
24 марта 1923 года епархия Аливал-Норта передала часть своей территории для возведения апостольской префектуры Де-Ара (сегодня — Епархия Де-Ара).

## Ординарии епархии
- епископ Franz Wolfgang Demont S.C.I. (27.07.1923 — 3.02.1944);
- епископ Johannes Baptist Lück S.C.I. (13.03.1947 — 17.12.1973);
- епископ Everardus Antonius M. Baaij S.C.I. (17.12.1973 — 30.10.1981);
- епископ Fritz Lobinger (18.11.1987 — 29.04.2004);
- епископ Michael Wüstenberg (19.12.2007 — по настоящее время).

## Источник
- Annuario Pontificio, Libreria Editrice Vaticana, Città del Vaticano, 2003, ISBN 88-209-7422-3
- Бреве Quo christiani, AAS 15 (1923), стр. 493  (лат.)
- Булла Libenti animo, AAS 27 (1935), стр. 253  (лат.)
- Булла Ad potiorem, AAS 28 (1936), стр. 264  (лат.)
- Булла Suprema Nobis, AAS 43 (1951), стр. 257  (лат.)